# Starověká filozofie

Starověké Řecko kolem 550 př. n. l.

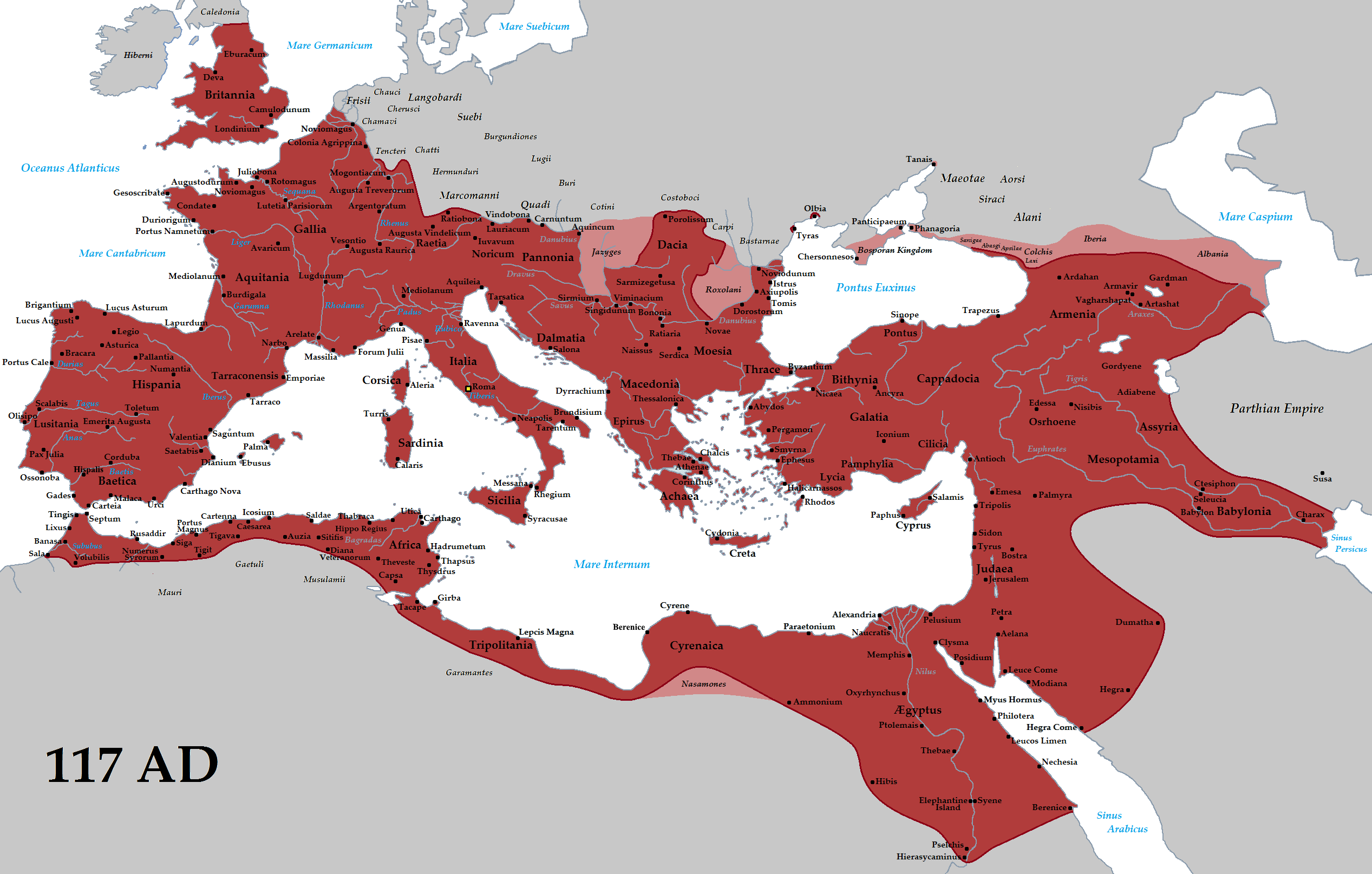
Římská říše kolem roku 117

Starověká filozofie (její západní část se označuje jako antická filozofie) je rané období rozvoje filozofie, na které na západě navazuje středověká filozofie. Trvalo přibližně 1100 let, přibližně od roku 600 př. n. l. (jako nejstarší představitel bývá uváděn Thalés z Milétu narozený kolem roku 624 př. n. l.) až do 6. století, kdy působili poslední novoplatonisté.
Rozhraní mezi filozofickým starověkem a středověkem není ovšem jasné. Někteří autoři do středověké filozofie řadí již pozdně antickou patristiku pro její křesťanský charakter; často se jako přelomová postava antické a středověké filozofie uvádí Boëthius, který zemřel roku 525.
Antická filozofie na Západě začíná starořeckou filozofií (presókratici, Platón, Xenofón, Aristotelés aj.), na niž navazují pozdější římští (např. Cicero, Lucretius, Marcus Aurelius), židovští (Filón), raně křesťanští (Augustinus) a islámští (Avicenna) myslitelé.
Antická filozofie byla zaměřena na postavení rozumu a hledání poznání. V mnoha směrech inspiruje dnešní vědy a filozofii.
Cíle řecké filozofie však nepřinesli Řekové, nýbrž starší civilizace jako Egypťané a Babyloňané, kteří rozum a poznání studovali ještě dlouho před nimi.
Někteří dobře známí filozofové starověkého Řecka byli Platón, Sokrates a mnoho dalších. Přispěli předáváním informací o starověké řecké společnosti přes spisy.
Mnozí z dnešních filozofů připouští, že řecká kultura již od svých počátků ovlivňovala myšlení západních civilizací. Jasné, neporušené linie vlivu vedou od starověkých řeckých a helénistických filozofů k brzké islámské filozofii, evropské renesanci a osvícenství.
Východní myšlení se nejvýznamněji rozvinulo v Indii (védy, jóga, buddhismus aj.) a v Číně (konfucianismus, taoismus).